# North Cliff
Das North Cliff (englisch für Nordkliff) ist ein hoch aufragendes Kliff an der Pennell-Küste des ostantarktischen Viktorialands. Es ragt östlich des North Beach nahe dem Kap Adare auf der Adare-Halbinsel auf.
Die Nordgruppe um den britischen Polarforscher Victor Campbell benannte es im Zuge der Terra-Nova-Expedition (1910–1913) unter der Leitung des britischen Polarforschers Robert Falcon Scott.